# Гаин, Виктор Николаевич
Виктор Николаевич Гаин (28 сентября 1979) — российский биатлонист, чемпион и призёр чемпионата России, призёр всемирной зимней Универсиады, призёр чемпионата мира и чемпион Европы среди юниоров. Мастер спорта России международного класса. 

## Биография
Представлял город Ханты-Мансийск. Неоднократный чемпион и призёр первенств России в младших возрастах.
На чемпионате мира среди юниоров 1998 года в Джерико занял четвёртое место в индивидуальной гонке. На юниорском чемпионате мира 1999 года в Поклюке стал серебряным призёром в спринте, занял девятое место в гонке преследования и пятое — в эстафете. В том же 1999 году стал абсолютным победителем юниорского чемпионата Европы в Ижевске.
На всемирной зимней Универсиаде 2001 года в Закопане стал серебряным призёром в индивидуальной гонке и эстафете.
На уровне взрослых выступал только в российских соревнованиях. В 1999 году стал бронзовым призёром чемпионата России по летнему биатлону. На чемпионате России по биатлону выигрывал золото в 2001 году в командной гонке. В 2002 году становился серебряным призёром в эстафете и бронзовым — в командной гонке.
Завершил спортивную карьеру в середине 2000-х годов. По состоянию на 2016 год работает начальником отдела в администрации ХМАО.